# Mosedale Beck (River Glenderamackin)
Der Mosedale Beck ist ein Fluss im Lake District, Cumbria, England. Der Mosedale Beck entsteht an der Nordflanke des Great Dodd. Der Fluss fließt in einer nördlichen Richtung bis zu seiner Mündung in den River Glenderamackin östlich von Threlkeld.
Der Mosedale Beck bildet zusammen mit dem Thornsgill Beck und den Wolf Crags einen Site of Special Scientific Interest. Das Gestein der Region zeigt in herausragender Weise Spuren der Vereisung vor der Letzten Kaltzeit in Nord-West England.